# Diastylis nucella
Diastylis nucella är en kräftdjursart som beskrevs av William Thomas Calman 1912. Diastylis nucella ingår i släktet Diastylis och familjen Diastylidae.
Artens utbredningsområde är Norra Ishavet. Inga underarter finns listade i Catalogue of Life.